# Claude Appell
Pour les articles homonymes, voir Appell.
Claude Appell,  né à Paris 5e le 19 janvier 1919 et mort à Paris 13e le 31 janvier 1976, est un auteur français pour la jeunesse, rédacteur en chef de journaux et de collections littéraires pour enfants, et homme de radio.

## Biographie
Il est le petit-fils de Paul Appell qui avait fondé en 1920 la Cité universitaire de Paris, et le fils de Pierre Appell, officier de marine puis député et sous-secrétaire d'État.
Le 23 août 1941, à Perigueux (Dordogne), il se marie avec Jany Salon.
En 1946, il quitte son poste dans une entreprise de papeterie où il avait pourtant réussi, pour se consacrer à la littérature de jeunesse.
Il devient rédacteur du journal Terre des jeunes en 1949, jusqu'à la fin de la parution en 1972. Entre 1962 et 1976, il est rédacteur en chef de Francs-Jeux (bimensuel destiné aux enfants de 8 à 12 ans, créé en mai 1946), et le reste jusqu'à sa mort.
En 1956, il est de l'émission hebdomadaire de radio Accusé, levez-vous ! sur Radio Luxembourg.
De 1964 à 1975, il est également directeur de la collection Série Quinze chez Gautier-Languereau.
À partir de 1948, il publie des livres pour enfants et adolescents, notamment chez Alsatia (collection Signe de Piste). Il s'intéresse entre autres à la conquête de l'espace.
Certaines de ses œuvres sont signées Paul Cogan.
Il adhère au P.S.U. lors de sa création.
Il s'est remarié à Marie-Madeleine Haillot (1921-2006).

## Publications
- Les cent camarades , illustrations Cyril, Éditions Alsatia, coll. Signe de piste , SDP 33, 1948; réédition, couverture Walter Rieck, 1956; édition en allemand: Hundert Kameraden, couverture Walter Rieck, Spur Bucher, 1952 - adapté en 1957 au cinéma par Georges Ferney[9]
- La sixième fenêtre, illustrations Jacques Pecnard, Éditions de l'Arc, coll. L’Equipée, no 6, Paris, 1948
- Haut le champ , illustrations Cyril, Éditions Alsatia, coll. Signe de piste, SDP 41, 1949 (prix Larigaudie 1950)
- Les Zoulaks gardent l'incognito, illustrations André Galland, Éditions Fleurus et Gautier-Languereau, coll. Jean-François, 1951 (Paul Cogan)
- Le Nœud de Carrick, illustrations Cyril, Éditions Alsatia, coll. Signe de piste, SDP 46, 1951
- Oustiti et valises jaunes, illustrations Cyril, Éditions Fleurus et Gautier-Languereau, coll. Jean-François, 1951 (Paul Cogan)
- La tortue d'ébène, illustrations Cyril, Éditions Fleurus et Gautier-Languereau, coll. Jean-François, 1952 (Paul Cogan)
- Les Compagnons de Wolfel, illustrations Pierre Collot, Éditons de l'amitié-G. T. Rageot, coll. Heures Joyeuses, no 86, 1952
- La crique au calmar,illustrations Cyril, Éditions Fleurus et Gautier-Languereau, coll. Jean-François, 1953 (Paul Cogan)
- Le grand livre des vraies autos, illustrations Raoul Auger et Jean Latappy, Éditions Gautier-Languereau, 1956 (Paul Cogan)
- Les mousquetaires du risque, illustrations Pierre Dupuis, Éditions Fleurus et Gautier-Languereau, Collection Jean-François, 1956 (Paul Cogan)
- Chambard à Pontodru, illustrations Cyril,  éditions Alsatia, Signe de piste, SDP 105 (1957)
- Les chevaliers du stade, illustrations non créditées (Pierre Dupuis ?, Alain d'Orange?) Fleurus /Gautier-Languereau, Collection Jean-François, 1957 (Paul Cogan). Réédition actualisée: Éditions Gautier-Languereau, coll. Bibliothèque bleue, no 60, illustrations Pierre Joubert, 1964
- Les volontaires du ciel,  illustrations Cyril, Fleurus /Gautier-Languereau, Collection Jean-François, 1958 (Paul Cogan)
- Les pionniers de l'espace, illustrations Cyril, Fleurus /Gautier-Languereau, Collection Jean-François, 1959 (Paul Cogan)
- Dans l'espace, Librairie Charpentier, coll. Lecture et loisir, no 15, ill. Georges Brient, 1960
- Les Jeux olympiques, Librairie Charpentier, coll. Lecture et loisir, no 21, Illustré par Georges Brient, 1960
- Automobiles d'aujourd'hui, Éditions Gautier-Languereau, 1964, 56 p.
- 15 histoires de mystère pour filles, Éditions Gautier-Languereau, coll. Série 15, illustrations de Georges Pichard, couverture d'Yves Thos, avec Albert Robida, Jean-Paul Benoit, Imbroglio de Claude Appell (pages 47 à 62), Paul Arène, Édouard Peisson, Odette Sorensen, Mon meilleur ami de Claude Appell (pages 105 à 112), Jean-Marie Pélaprat, Erckmann-Chatrian,Washington Irving, Anton Tchekhov, La nuit de la Saint-Maurille de Paul Cogan (pages 189 à 194), Claude Morand et Alexandre Pouchkine, 1964; rééditions: 1971, 1980
- La fidèle cigogne de Boersch, conte, illustration de Jean Trubert, dans Francs-Jeux, no 437 du 1er novembre 1964, p.12-13
- Les lapins de Gombarou, conte, illustration de Georgy, dans Francs-Jeux, no 457 du 1er octobre 1965, p.16-17-30
- Un ami en danger, éditions de l'amitié-G. T. Rageot, coll. Bibliothèque de l'amitié, 1965
- Les Indiens, Gautier-Languereau, coll. Grands livres illustrés, Paris, 1965 - traduit en anglais et fortement critiqué aux USA pour son approche[10],[11]
- Les cow-boys, Gautier-Languereau, 1965
- Jeux de plein air, Gautier-Languereau, 1966
- Léontine et les escrocs, éditions des Deux Coqs d'Or, coll. Étoile d'Or, série Les aventures des Snapten, tome I, no 31, illustrations de B. Bodini, 239 p., 1966
- Le voleur d'autographes, éditions des Deux Coqs d'Or, coll. Étoile d'Or, série Les aventures des Snapten, tome II, no 56, illustrations: Remo Squillantini, 1966
- Le singe du Pharaon, série  éditions des Deux Coqs d'Or, coll. Étoile d'Or,Les aventures des Snapten, tome III, no 78, illustrations Giovanni Giannini, 1967
- Savoir camper, Éditions Gautier-Languereau, 1967
- Combattants de la seconde guerre mondiale, illustrations: Albert Brenet, France-Odile Courtois, Maurice Mathonnière, Jean-Marie Rabec et Yves Thos, Éditions Gautier-Languereau, 1968
- 15 récits  de la seconde guerre mondiale, Éditions Gautier-Languereau, coll. Série 15, illustrations de Jacques Pecnard, avec Opération Dynamo, Léningrad assiégée et Le sacrifice des Dévastators de Claude Appell (pages 15 à 45), Nicholas Monsarrat, Le commando de l'eau lourde de Claude Appell (pages 69 à 78), Pierre Clostermann, Un canon contre cent chars, Raid contre les barrages et Convoi pour Mourmansk de Claude Appell (pages 105 à 134), Andreï Platonov, Paul Carell, Chasseurs de V1 et Les défenseurs de Bastogne de Claude Appell (pages 173 à 189), Erich Maria Remarque, Les volontaires de la mort de Claude Appell (pages 215 à 223), 1969; réédition: 1972
- Un homme a marché sur la lune, Éditions Gautier-Languereau (suppl. à Quinze aventures de l'espace), 1969
- Gagarine premier homme de l'espace, sa vie, ses exploits, livre-disque "Le Petit Ménestrel", 33T. 25 cm, ALB 341, évocation historique de Claude Appell, voix de Michel Le Royer, Gabriel Cattand, Jean Bolo, Jean-Paul Coquelin, Michel Derain et Françoise Binois, coll. « Conquête de l'espace », Éditions Lucien Adès, 1969
- 15 histoires de chiens, Éditions Gautier-Languereau, coll. Série 15, illustrations de Jacques Pecnard, textes sélectionnés par Claude Appell de  James-Oliver Curwood, Dodie Smith, Jack London, Dita Holesch, Rudyard Kipling, Colette, Eric Knight, Arthur Conan-Doyle, Yvonne Girault, Erckmann-Chatrian et M.J.K., 1969; réédition: 1974
- 15 histoires d'Indiens, Éditions Gautier-Languereau, coll. Série 15, illustrations de Jacques Pecnard, couverture d'Yves Thos, avec Qui étaient les Indiens?, avant-propos de Claude Appell (p. 9-10) , textes de Fenimore Cooper, Patrick Prado, Sat Okh, Fritz Steuben, Richard Lancaster, Gustave Aimard, Maurice Constantin-Weyer, Jean Ollivier, Jack London, Jean-Marie Pélaprat et Theodora Kroeber, 1971; réédition: 1980

## Traductions
- La Panthère Blanche, Theodore J. Waldeck, illustrations Kurt Wiese, éditions de l'Amitié G. T.-Rageot, coll. Heures joyeuses, no 77, 1950